# Philodendron peperomioides
Philodendron peperomioides är en kallaväxtart som beskrevs av George Sydney Bunting. Philodendron peperomioides ingår i släktet Philodendron och familjen kallaväxter. Inga underarter finns listade.